# Anacrobunus filipes
Anacrobunus filipes is een hooiwagen uit de familie Epedanidae. De wetenschappelijke naam van Anacrobunus filipes gaat terug op Roewer.